# Thyropoeus mirandus
Thyropoeus mirandus is een spinnensoort uit de familie van de Migidae.
De wetenschappelijke naam van de soort werd in 1895 gepubliceerd door Reginald Innes Pocock.